# Dragon Ball Z: The Legend
Dragon Ball Z: The Legend, noto come Dragon Ball Z: Idainaru Dragon Ball densetsu (ドラゴンボールZ 偉大なるドラゴンボール伝説?, Doragon Bōru Zetto Idainaru Doragon Bōru densetsu, lett. "Dragon Ball Z: La più grande leggenda di Dragon Ball") in Giappone, è un picchiaduro edito da Bandai nel 1996 per Sega Saturn e PlayStation. Le versioni Greatest Hits furono distribuite il 20 giugno 1997 per il Saturn e il 27 giugno 1997 per la PlayStation.
Mentre la versione PlayStation è stata distribuita solo in Giappone, la versione Sega Saturn è uscita anche in Europa (seppur solo in Francia, Spagna e Portogallo).
Il gioco utilizza un sistema di combattimento unico che si differenzia da molti altri picchiaduro. La grafica è composta da sprite 2D in scenari tridimensionali. Nonostante ogni battaglia inizi sul suolo, la maggior parte dell'azione si svolge in cielo. Ogni personaggio vola e utilizza calci e pugni rapidi, ki blasts. I personaggi hanno una quantità limitata di ki che può essere caricata in ogni momento e se il giocatore usa tutto il ki disponibile, il suo personaggio sarà esausto e smetterà di combattere, permettendo al nemico di attaccare liberamente. 
La "POWER BALANCE" è composta da una barra colorata in due metà, una rossa e una blu, e le due metà corrispondono alle due squadre. Quando una squadra sta vincendo, la barra diventerà del colore della squadra vincente; se questa si riempie del tutto, il personaggio effettuerà un "Meteor Attack". Il Meteor Attack è un attacco che mostra una piccola sequenza, ed infligge dei danni all'avversario. Ogni partita è composta da due squadre formate da uno o più personaggi, i quali possono essere sostituiti svariate volte.

## Personaggi giocabili
- Goku
- Gohan (bambino)
- Piccolo
- Krilin
- Vegeta
- Nappa
- Guldo
- Likum
- Jeeth
- Butter
- Genious
- Super Goku
- Frieza
- TRUNKS
- Super Vegeta
- C 19
- C 20
- C 17
- C 18
- C 16
- Super Gohan (ragazzo)
- Cell
- Cell Jr
- Super Gohan (adulto)
- Goten
- Trunks
- Super Vegeta (posseduto)
- Dabura
- Majin Boo (buono)
- Super Saiyan 3 Goku
- Gohan Supremo
- Gotrunks
- Majin Boo (malvagio)
- Vegetto
- Majin Boo (puro)

## Doppiaggio
| Personaggio   | Doppiatore                  |
| ------------- | --------------------------- |
| Goku          | Masako Nozawa               |
| Gohan         | Masako Nozawa               |
| Goten         | Masako Nozawa               |
| Trunks        | Takeshi Kusao               |
| Vegeta        | Ryô Horikawa                |
| Vegetto       | Masako Nozawa Ryô Horikawa  |
| Gotrunks      | Masako Nozawa Takeshi Kusao |
| Piccolo       | Toshio Furukawa             |
| Krilin        | Mayumi Tanaka               |
| Ten Chin Han  | Hirotaka Suzuki             |
| Dio           | Takeshi Aono                |
| Nappa         | Shozo Hizuka                |
| Likum         | Kenji Utsumi                |
| Guldo         | Kozo Shioya                 |
| Jeeth         | Minoru Tanaka               |
| Butter        | Yukimasa Kishino            |
| Genious       | Hideyuki Hori               |
| Frieza        | Ryūsei Nakao                |
| C 16          | Hikaru Midorikawa           |
| C 17          | Shigeru Nakahara            |
| C 18          | Miki Itō                    |
| C 19          | Yukitoshi Hori              |
| C 20          | Kōji Yada                   |
| Mr Satan      | Daisuke Gōri                |
| Reporter      | Yukimasa Kishino            |
| Cell Jr       | Shigeru Nakahara            |
| Cell          | Norio Wakamoto              |
| Dabura        | Ryūzaburō Ōtomo             |
| Majin Boo     | Kōzō Shioya                 |
| Videl         | Yūko Minaguchi              |
| Kaiohshin     | Yūji Mitsuya                |
| Kibith        | Shin Aomori                 |
| Vecchio Kaioh | Reijiro Nomoto              |
| Kaioh         | Jōji Yanami                 |
| Narratore     | Jōji Yanami                 |

## Differenze fra le versioni
Nonostante siano molto simili fra loro, la versione per PlayStation e Sega Saturn differiscono tra loro per le diverse animazioni (ad esempio la "Genki dama" di Goku nella versione PS1 si formerà dopo che il Saiyan sarà illuminato da delle "stelline" dorate, mentre nel gioco per Saturn si formerà dopo che le "particelle" di energia celeste si saranno concentrate).